# Paul Adler
Paul Adler (4. dubna 1878, Praha – 8. června 1946, Zbraslav, dnes součást Prahy) byl pražský, německy píšící spisovatel a překladatel židovského původu.

## Život
Pocházel z rodiny zámožného pražského židovského obchodníka. V letech 1896–1900 studoval práva, filozofii a logiku na Pražské německé univerzitě, seznámil se s myšlenkami na duchovní obnovu judaismu Martina Bubera a připojil se k sionistické studentské skupině kolem Huga Bergmanna, ke které patřil například také Max Brod. Roku 1901 získal titul doktora práv a krátce působil jako soudní praktikant ve Vídni, roku 1902 odešel do Paříže a v letech 1903–1910 žil v Itálii. Zde se roku 1908 ve Florencii seznámil se svou budoucí manželkou Annou Kühnovou, roz. Dušíkovou (1874–1950).

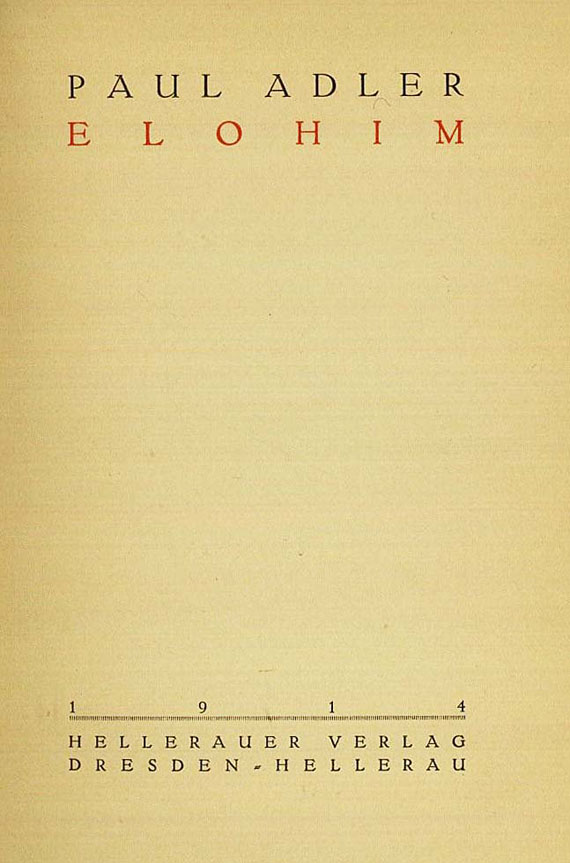
Elohim, vydání z roku 1914.

Od roku 1912 žil v umělecké kolonii v Hellerau u Drážďan a začal publikovat prózu a poezii. Během 1. světové války se stal stoupencem pacifismu, přiklonil se k levicovému hnutí a od roku 1917 byl členem Nezávislé sociálně demokratické strany Německa (Unabhängige Sozialdemokratische Partei Deutschlands). Ve 20. letech přispíval jako umělecký a divadelní kritik do pražského listu Die Prager Presse. Roku 1933 uprchl před nacisty do Československa, kde se vedle žurnalistiky (psal také eseje a recenze pro časopisy Literarische Welt, Querschnitt a Bühne) zabýval japonskou literaturou a překlady především z francouzské literatury. Od roku 1939 se skrýval na Zbraslavi, byl postižen mozkovou mrtvicí, ochrnul na polovinu těla a roku 1946 na následky dalšího záchvatu zemřel. Je pochován na Novém židovském hřbitově na Olšanech. Jeho starší sestra Hedvika (1876–1942) zahynula během holocaustu i s manželem Hynkem Hübscherem (1861–1942) v terezínském ghettu.
V počátcích své literární tvorby byl tvůrcem novoromantické lyriky. Svými prózami z let 1914–1916, ve kterých lze najít mnohé motivy shodné s dílem Franze Kafky, se stal jedním z představitelů literárního expresionismu a předchůdcem surrealismu. V jeho díle se navzájem propojují motivy z legend, mýtů, pohádek, bible a talmudu.

## Dílo
- Elohim (1914), povídky apokalyptických vizí.
- Nämlich (1915, Totiž), román psychopatologie a schizofrenie.
- Die Zauberflöte (1916, Kouzelná flétna), absurdní román o lidských dějinách založený na Mozartově opeře.
- Vom Geist der Volkswirtschaft (1917, Z ducha ekonomie), esej.
- Sachwörterbuch zur japanischen Literatur (1925, Slovník japonské literatury).
- Japanische Literatur (1925, Japonská literatura), dějiny japonské literatury. spoluautor.